# Martial Arts: Capoeira
Martial Arts: Capoeira é um jogo de vídeo game de luta baseado no esporte da capoeira, misturando elementos de RPG com mecanismos de jogos de luta tradicionais. O jogo foi desenvolvido pela empresa italiana Twelve Interactive, lançado em 25 de novembro de 2011 publicado pela empresa alemã Just A Game para Windows, versões para PlayStation 3 e Xbox 360 ainda são aguardadas.

## Personagens
Doze lutadores de diversas nacionalidades, com características próprias
- Earthquake/ Daisuke Harashimoto, Japão. Apesar de sua pouca idade, Earthquake (terremoto) é um dos assassinos mais temidos da Yakuza em todo o Japão. Sua agilidade é absolutamente fora do comum e seus saltos e técnicas voadoras, bem como suases habilidades acrobáticas, são simplesmente inigualáveis.
- Cossack/ Nataliya Williams, Rússia. Filha de um militar americano e uma enfermeira moscovita, Cossack não é exatamente uma garota delicada, seus ataques altos , diretos e contínuos, são uma mostra de seu temperamento agressivo, o que matém seu adversário sob constantemente e forte pressão.
- Tarantula/ Michael Sheridan, Austrália. O choque pela perda repentina de sua esposa transformaram este fã de aranhas em um monstro obcecado. Ele agora luta sem uma razão real, agindo como uma aranha de quatro patas, com movimentos rápidos e complexos, mas bem objetivo, busca ataques altos.
- Rinokeros/ Ravinda Hrishikesh, Índia. Rinokeros (rinoceronte) é o mais importante expoente Capoeira na Índia, sua terra natal que ele deixou na idade de 7, juntamente com seus pais para viver no Brasil, onde aprendeu os segredos das arte marcial Capoeira, em Salvador, Bahia. Rinokeros ganhou o apelido graças ao grande equilíbrio de força e agilidade.
- Medusa/ Glaphyra Athanasiadou, Grécia. A beleza desta mulher misteriosa é simplesmente ofuscando. Seu charme de ninfeta é perturbador, mas extremamente intenso. Quem for tolo e olhar para ela por muito tempo será petrificado, sendo uma presa fácil para ela eficazes saltos e ataques diretos.
- Bezouro, Egito. Ninguém sabe alguma coisa sobre o passado desse guerreiro, que veio do nada dizendo ser nada menos do que a reencarnação do lendário faraó Quéfren. Se ele é de fato ou não, não importa, o é melhor evitar a todo custo a seus ataques extremamente pesados.
- Guerreiro/ Augusto Giovenale, Itália. Este guerreiro notável perfeitamente encarna os valores de um antigo gladiador romano, tanto física como mentalmente: sua vida é uma demonstração do que  que ele é capaz, pode lutar por horas, até dias, sem ser afetado por fadiga.
- Deejay/ Bradley Anderson, Estados Unidos. Nascido e criado no Brooklyn, na cidade de de Nova York, Deejay tem um estilo de luta único que mistura capoeira e dança break. Esta estranha combinação levou a desenvolver algumas técnicas impressionantes, que são, de longe suas melhores armas.
- Voodoo/ Reydel Vermúdez, Cuba. Esse cara pode ser definido um autêntico guerreiro, ele dedica toda a sua vida a Capoeira, vivendo como um eremita, sem necessidade de qualquer tipo de distração. Ele luta muito sabiamente, ele se esquiva dos movimentos do adversário e, em seguida o destroe com seus ataques voadores mortais.
- Amazon/ Samantha Campbell, Jamaica. Ela se mudou para o Brasil com a idade de 15 anos para aperfeiçoar o seu estilo de Capoeira e agora ela é treinada por Ratinho, que vê nela um grande potencial. Ela é uma lutadora bastante versátil, com habilidades bem equilibradas, um temperamento forte e nenhuma fraqueza evidente.
- Gigante/Patrick de la Roche, França. Esta enorme máquina de guerra foi um soldado de elite da Legião Estrangeira. Suas mãos são tão mortais quanto suas pernas e sua força compensa sua falta de velocidade, permitindo-lhe esmagar qualquer adversário com apenas um ou dois golpes bem dados.
- Ratinho, Brasil. Ratinho é o lutador mais acrobático. Ele pode voar por cima da cabeça do adversário e ataca-lo com uma velocidade incrível, deixando-o sem fôlego. Sua especialidade são os ataques acrobáticos com suas pernas, nas quais ele tem força para partir uma árvore ao meio!

## Cenários
Localidades reais, constituídas de grandes cidades ao redor do mundo.
- Kingston, Jamaica.
- Athenas, Grécia.
- Nagoya, Japão.
- Salvador, Brasil.
- Rio de Janeiro, Brasil.
- Nova York, EUA
- Moscou, Rússia.
- Cairo, Egito.
- Sydney, Austrália.
- Paris, França.
- Roma, Itália.
- Agra, Índia.

## Curiosidades
O jogo foi concebido originalmente com o titulo The Circle: Martial Arts Fighter, e seria distríbuido pela empresa Destineer, o nome foi mudado para Martial Arts: Capoeira, e a distribuidora seria então a Graffiti Entertainment com lançamento previsto para 2009, mas devido a problemas com a distribuidora ele foi adiado para 25 de Novembro de 2011 quando foi finalmente publicado pela empresa alemã Just A Game. A falta de informações concretas sobre o jogo criou certa confusão o jogo flash online Capoeira Fighter 3, da primeira franquia a ter um jogo de luta com a capoeira como estilo exclusivo. Martial Arts: capoeira foi desenvolvido com técnicas de captura de movimento, para qual obteve apoio do Grupo de Capoeira Soluna fundada por mestres brasileiros em Roma. O personagem Ratinho é uma homenagem a um deles!